# Ljubomir Stojanović
Pour les articles homonymes, voir Stojanović.
Ljubomir Stojanović (en serbe cyrillique : Љубомир Стојановић, né le 18 août 1860 à Užice - mort le 16 juin 1930 à Prague), parfois désigné sous le nom de Ljuba Stojanović, était un philologue et une personnalité politique serbe. Stojanović fut le président du conseil des ministres du royaume de Serbie et membre de l'Académie royale serbe, future Académie serbe des sciences et des arts.

## Biographie
Philologue et historien par sa formation, Stojanović fut le professeur universitaire dans la Grande École à Belgrade entre 1881 et 1889. 
Il entra dans la vie politique en 1897, comme le membre du Parti radical  de Nikola Pašić. Après 1901, il fut l'un des chefs de l'aile des jeunes radicaux, opposant au gouvernement de fusion entre les vieux radicaux de Pašić et les progressistes fidèles au roi Alexandre  Obrenović. En tant que membre fondateur et le président du Parti radical indépendant, depuis 1905, Ljubomir Stojanović a été plusieurs fois ministre de l'Instruction publique et les affaires religieuses dans les gouvernements serbes (1903, 1904, 1906, 1909) ainsi que président du Conseil des ministres du 29 mai 1905 au 14 mars 1906, sous le règne démocratique et constitutionnel du roi Pierre Ier de Serbie. Après la Grande Guerre, Stojanović fut l'un des membres fondateurs du Parti républicain démocratique et son premier président. 
Parallèlement à sa carrière politique, de 1913 à 1923 Ljubomir Stojanović fut le secrétaire  de l'Académie royale serbe, futur Académie serbe des sciences et des arts et très actif sur le plan scientifique. Il a notamment assuré la publication de manuscrits et des documents médiévaux serbes;  comme l'Évangile de Miroslav (en serbe : Miroslavljevo jevanđelje) et six volumes d'Anciennes inscriptions et anciens documents serbes (Stari srpski natpisi i zapisi), un recueil des généalogies et des annales médiévales serbes. 
Plus tard, Stojanović publia les 17 volumes des œuvres de Vuk Stefanović Karadžić, le grand réformateur de la langue serbe, et notamment sa correspondance. Stojanović rédigea aussi des ouvrages de grammaire serbe pour les écoles secondaires, ainsi que des nombreuses études sur les églises serbes des XVe et XVIe siècles ainsi que sur l'archevêque Danilo II de Serbie. Son ouvrage le plus connu est la biographie détaillée qu'il a rédigée sur la vie et l'œuvre de Vuk Stefanović Karadžić.

### Ouvrages
- Lekcije iz srpskoga jezika za I razred gimnazije, sastavio Ljub. Stojanović, U Beogradu, u Državnoj štampariji kraljevine Srbije, 1891.
- Katalog rukopisa i starih štampanih knjiga, zbirka Srpske Kraljevske Akademije, sast. Ljub. Stojanović, Srpska kraljevska akademija, Beograd : Državna štamparija, 1901.
- Miroslavljevo jevanđelje ( Évangéliaire ancien serbe du prince Miroslav), Preface (in Serbian and French) and notes (pp. 203–229) by Ljubomir Stojanović. - "Édition de sa majesté Alexandre I roi de Serbie" p. [iv], Fotografska reprodukcija  i štampa c. i k. dvorskog umetničkog zavoda Angerera i Gešla, u Beču, 1897.
- Katalog Narodne biblioteke u Beogradu, Rukopisi i stare štampane knjige, sastavio Lj. Stojanović, Beograd, Državna štamparija 1903.
- Republikanski pogledi na nekoliko savremenih pitanja, Ljub. Stojanović, Beograd, Izd. Gece Kona, 1920.
- Stari srpski rodoslovi i letopisci, par Ljubomir Stojanović, Sr. Karlovci : Srpska kraljevska akademija, 1927.
- Stari srpski zapisi i natpisi, vol. I- VI,  sredio ih Ljub. Stojanović, Srpska kraljevska akademija,Sr. Karlovci : Štampano u Srpskoj manastirskoj štampariji, 1926.
- Stare srpske povelje i pisma. Knjiga I, Dubrovnik i susedi njegovi. Drugi deo, sredio Ljub. Stojanović, Beograd - Sr. Karlovci : Štampano u Srpskoj manastirskoj štampariji, 1934.
- Život i rad Vuka Stefanovića Karadžića (26. okt. 1787 - 26. jan. 1864), Beograd, U Knj. Gece Kona, 1924, XXIV-783 p.
- Srpska gramatika za III razred gimnazije, Deseto izdanje, Beograd, Izd. Gece Kona, 1921.